# Jarai
Jarai är ett malajo-polynesiskt språk med 338 200 talare, varav 318 000 i centrala höglandet av Vietnam (1999) och 20 200 i Rattanah Kiriprovinsen i Kambodja (2006). En del talare finns också i USA. I Vietnam talas det i provinserna Gia Lai och Kon Tum, samt i viss mån i Đắk Lắk.
På 1920-talet introducerade fransmännen Jaraialfabetet. Innan dess saknade Jarai skriftspråk.